# محوطه چوبین ۴
محوطه چوبین ۴ مربوط به عصر آهن - دوره اشکانیان است و در شهرستان فارسان، بخش مرکزی، دهستان میزدج علیا، شمال روستای چوبین واقع شده و این اثر در تاریخ ۲۷ اسفند ۱۳۸۷ با شمارهٔ ثبت ۲۶۵۴۵ به‌عنوان یکی از آثار ملی ایران به ثبت رسیده است.